# رسمي العامل
رسمي العامل، محامٍ وسياسي وإعلامي مخضرم من العراق. ولد في مدينة عانة بمحافظة الأنبار عام 1932م. وتخرج من كلية الحقوق في بغداد عام 1956م، وهو عضو بارز في الحزب الوطني الديمقراطي حيث اعتقل عدة مرات في العهد الملكي على خلفية اشتراكه بمظاهرات مناوئة لذلك النظام.
وكان من المقربين للزعيم عبد الكريم قاسم. ورفض الدفاع عن الفريق الركن غازي الداغستاني في محكمة المهداوي عام 1959م.
لقد كان رسمي العامل تربطه علاقة صداقة قوية بالشاعر محمد مهدي الجواهري، إذ نشر الجواهري قصيدته (يا دجلة الخير) في جريدة الأستاذ رسمي العامل (المستقبل). أما الشاعر المعروف (حسين مردان) فكان يعمل محرراً صحفياً في صحيفة المستقبل، حيث عاصر عمالقة الصحافة العراقية مثل توفيق السمعاني وفائق بطي.
شغل رسمي العامل منصب المستشار القانوني للجنة الأولمبية الوطنية العراقية التي يرأسها عدي صدام حسين. وكذلك شغل منصب المستشار القانوني والمحامي الشخصي لعدي صدام حسين في ذلك الوقت.

## من منجزاته
أصدر مجلة صدى المستقبل عام 1952 وجريدة المستقبل عام 1961م.

## المناصب والوظائف
ولقد تم ترشيحه لتولي حقيبة وزارة الإعلام مرتين، الأولى في عهد عبد الكريم قاسم والأخرى في عهد عبد الرحمن عارف، إلا أنه رفض تولي المنصب في المرتين.
شغل رسمي العامل منصب المستشار القانوني للجنة الاولمبية الوطنية العراقية التي يراسها عدي صدام حسين .وكذلك شغل منصب المستشار القانوني والمحامي الشخصي لعدي صدام حسين في ذلك الوقت.

## المحن التي واجهته
اعتقل عام 1963 بعد انقلاب 8 شباط، وصودرت أمواله المنقولة وغير المنقولة بموجب القرار رقم (1) والصادر من الحاكم العسكري العام في 18 شباط 1963م. وأحيل إلى محكمة الثورة عام 1977م، أّذ تولى التحقيق معه (برزان التكريتي ) مباشرة عندما كان رئيسا لجهاز المخابرات وصودرت أمواله المنقولة وغير المنقولة للمرة الثانية، وبعد إكمال محكوميته عاد إلى مزاولة مهنة المحاماة وساهم في تاسيس شركات استثمارية عملاقة.

## وفاته
توفي رسمي العامل في بغداد بتاريخ 16 تموز 1998م.